# Ołeh Kuzniecow
Ołeh Wołodymyrowycz Kuzniecow, ukr. Олег Володимирович Кузнєцов, ros. Олег Владимирович Кузнецов, Oleg Władimirowicz Kuzniecow (ur. 22 marca 1963 w Magdeburgu, Niemiecka Republika Demokratyczna) – ukraiński piłkarz, grający na pozycji obrońcy, były reprezentant Związku Radzieckiego, Wspólnoty Niepodległych Państw i Ukrainy, Wicemistrz Europy w 1988, trener piłkarski.

## Kariera piłkarska

### Kariera klubowa
Wychowanek szkoły sportowej w Czernichowie. Także w rodzinnym Czernichowie rozpoczął w 1981 występy w dorosłym futbolu. Jego pierwszym klubem była miejscowa Desna, z której w 1983 przeszedł do Dynama Kijów. Niedługo potem stał się jednym z podstawowych zawodników Dynama, które należało wówczas do ścisłej czołówki radzieckiej ekstraklasy. Z Dynamem zdobył Mistrzostwo ZSRR w 1985, 1986 i 1990, Puchar ZSRR w 1985, 1987 i 1990 oraz Puchar Zdobywców Pucharów w 1986. Wystąpił w 181 meczach ekstraklasy ZSRR, strzelając 15 bramek.
W 1990 wyjechał do Szkocji, gdzie przez cztery lata bronił barw Rangers F.C. Zdobył wówczas Mistrzostwo Szkocji w 1992 i 1993 oraz krajowy puchar w 1993. W 1994 przeniósł się do Izraela, a wkrótce potem powrócił na Ukrainę. W 1995 występował w CSKA-Borisfen Kijów, gdzie zakończył karierę.

### Kariera reprezentacyjna
Jako zawodnik Dynama zadebiutował na początku 1986 w reprezentacji ZSRR. W tym samym roku wziął udział w Mundialu 1986. Dwa lata później zdobył srebrny medal mistrzostw Europy. Uczestniczył również w Mundialu 1990 i Euro 1992. W latach 1986–1992 rozegrał dla ZSRR i WNP 63 mecze, strzelając 1 bramkę. W latach 1992–1994 3 razy wystąpił w barwach ukraińskiej drużyny narodowej.

## Kariera trenerska
Po zakończeniu kariery zawodniczej rozpoczął pracę jako trener, jednak samodzielnie prowadził jedynie w 2001 zespół CSKA Kijów, który podczas przerwy zimowej przekazał swoje miejsce nowo utworzonemu klubowi Arsenał Kijów, w którym w 2002 kontynuował pracę szkoleniową. Poza tym pracował wyłącznie jako asystent innych szkoleniowców, pomagając m.in. Ołeksijowi Mychajłyczence w Dynamie Kijów oraz Ołehowi Błochinowi w reprezentacji Ukrainy. Był członkiem sztabu szkoleniowego ukraińskiej drużyny narodowej podczas Weltmeisterschaft 2006. W tym samym roku został przez Władimira Romanowa, litewskiego biznesmena i właściciela szkockiego Heart of Midlothian FC ściągnięty do pracy w tym klubie w roli asystenta Valdasa Ivanauskasa i Eduarda Małofiejewa. Po niepowodzeniach w Szkocji ponownie podjął współpracę z Błochinem, do końca 2007 w reprezentacji Ukrainy, a w 2008 w FK Moskwa. Od 2010 pracuje na stanowisku starszego trenera juniorskiej reprezentacji.

## Nagrody i odznaczenia

### Sukcesy indywidualne
- sześciokrotnie był wybrany na listę „33 najlepszych” piłkarzy ZSRR – 4 krotnie (nr 1: 1986, 1987, 1988, 1989, 1990; nr 2: 1985)[2].

### Odznaczenia
- tytuł Zasłużonego Trenera Ukrainy: 2005[3]
- Order „Za zasługi” III klasy: 2004[4].
- Order „Za zasługi” II klasy: 2006[5]